# Ala-Kortejärvi
Ala-Kortejärvi är en sjö i Finland. Den ligger i kommunen Kittilä i landskapet Lappland, i den norra delen av landet, 800 km norr om huvudstaden Helsingfors. Ala Kortejärvi ligger 194,6 meter över havet. Arean är 17,2 hektar och strandlinjen är 1,86 kilometer lång. Sjön  ingår i Kemi älvs huvudavrinningsområde. 